# Golden State Killer
Joseph James DeAngelo, också känd som Golden State Killer är en seriemördare, våldtäktsman och inbrottstjuv, som begick minst 13 mord, 62 våldtäkter och över 100 inbrott i Kalifornien 1973–1986.
I juni 2020 erkände Joseph James DeAngelo sig skyldig till morden och 21 augusti 2020 dömdes han till livstids fängelse utan möjlighet till frigivning.
Han utförde brotten över hela staten och fick olika namn i olika regioner, innan man kom fram till att det rörde sig om en och samma man. Han kallades bland annat East Area Rapist, Original Night Stalker, Diamond Knot Killer och Visalia Ransacker. Golden State Killer blev ett samlingsnamn myntat av true crime-författaren Michelle McNamara 2013.
Alla attackerna i norra Kalifornien inträffade i Contra Costa County, men det distinkta tillvägagångssättet gör det mycket troligt att samme man även var ansvarig för attackerna i Sacramentoområdet.[källa behövs]
2001 knöts flera av East Area-våldtäkterna i norra Kalifornien samman med Original Night Stalker-morden i södra Kalifornien med hjälp av DNA. Flera misstänkta kunde avskrivas genom bland annat genom DNA-profil och alibin.
15 juni 2016 höll FBI och den lokala polisen en presskonferens där de utfärdade en belöning på $50 000 för uppgifter som kunde leda till att gärningsmannen kunde gripas.

## Misstänkta

### Joseph James DeAngelo

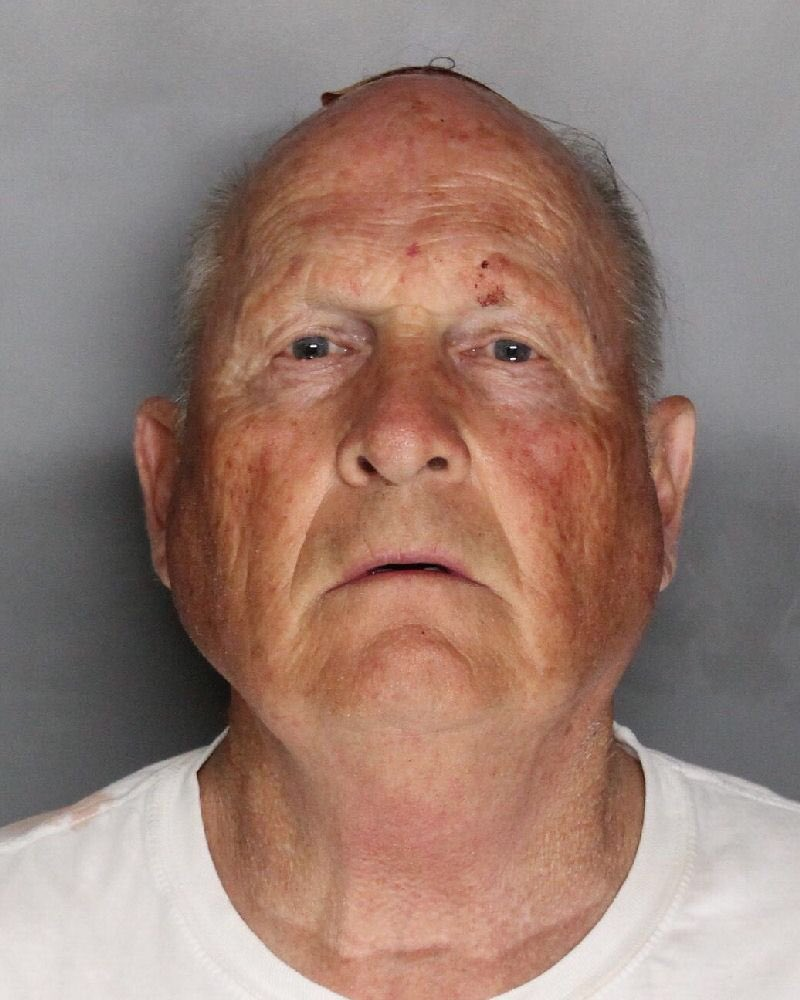
Joseph DeAngelo

25 april 2018 meddelade åklagaren i Sacramento att den 72-årige (född 8 november 1945) före detta polisen Joseph James DeAngelo hade gripits för sex mordfall, baserat på DNA-bevis.  DeAngelo åtalades inte för våldtäkterna i slutet av 1970-talet då preskriptionstiden hade löpt ut.
Den 10 april yrkade åklagaren att han skall få dödsstraff. Den 4 mars 2020 erbjöd sig DeAngelo att erkänna sig skyldig mot att han slapp dödsstraffet.
Polisen meddelade även att separata incidenter i Visalia 1974–1975, som tidigare har tillskrivits Visalia Ransacker, nu kunde knytas till samma gärningsman.

## Brott
Med hjälp av DNA-bevisning kunde man koppla Golden State Killer till åtta mord i Goleta, Ventura, Dana Point och Irvine. Ytterligare två mord i Goleta där det saknades DNA kunde knytas till Golden State Killer genom modus operandi. Många utredare misstänker även samma gärningsman i tre andra mordfall - två i Rancho Cordova och ett i Visalia. Gärningsmannen har även begått mer än 50 våldtäkter i ett flertal städer i Kalifornien, till exempel Sacramento, Contra Costa, Stanislaus, San Joaquin, Alameda, Santa Clara och Yolo, samt ett hundratal fall av bland annat inbrott och stalking.

### Visalia Ransacker-perioden
Visalia Ransacker var aktiv mellan april 1974 och december 1975. Man har länge misstänkt att Golden state killer började sin karriär som honom. Visalia Ransacker genomförde omkring 100 inbrott och ett mord under perioden. Det finns ännu ingen DNA-bevisning som binder Visalia Ransacker till Golden State Killer men ändå tillräckligt med bevisning för att åklagaren i Tulare County den 13 augusti 2018 åtalade Joseph James DeAngelo för mordet på Claude Snelling. Inbrotten kunde han inte ställas till svars för då de sedan länge är preskriberade.

#### Inbrotten
Under perioden skedde ett stort antal inbrott och plundringar av privata hem i Visalia, Kalifornien. Tjuven hade ett udda modus operandi där han kunde stöka runt i underklädeslådor, lägga upp kvinnors underkläder på sängar, flytta runt eller riva sönder familjefoton, stjäla spargrisar, vapen och ammunition. Han kunde ta ett enda örhänge ur ett smyckesskrin men lämna allt annat, ta rabattkupongerna men lämna kontanter kvar i plånboken, stanna länge i huset och ibland äta glass han hittade i frysen.

#### Mordet på Claude Snelling
Claude Snelling, 45 år, lärare i journalistik, sköts den 11 september 1975 i sitt hem i Visalia, Kalifornien. Snelling sköts när han konfronterade gärningsmannen när denne försökte röva med sig Snellings dotter Elizabeth Hupp klockan två på natten. Hupp var vid tidpunkten 16 år och väcktes av en man med skidmask som viskade till henne att följa med honom och att vara tyst annars skulle han döda henne. Hon började gråta och gärningsmannen tvingade ut henne genom altandörren. Pappa Claude fick syn på dem genom köksfönstret och rusade skrikande ut efter dem. Hupp kastades undan och Snelling sköts med två skott. Kidnapparen riktade nu pistolen mot Hupp men nöjde sig att slå henne med vapnet och flydde sedan platsen. Snelling avled i ambulansen på väg till sjukhuset.

### East Area Rapist-perioden

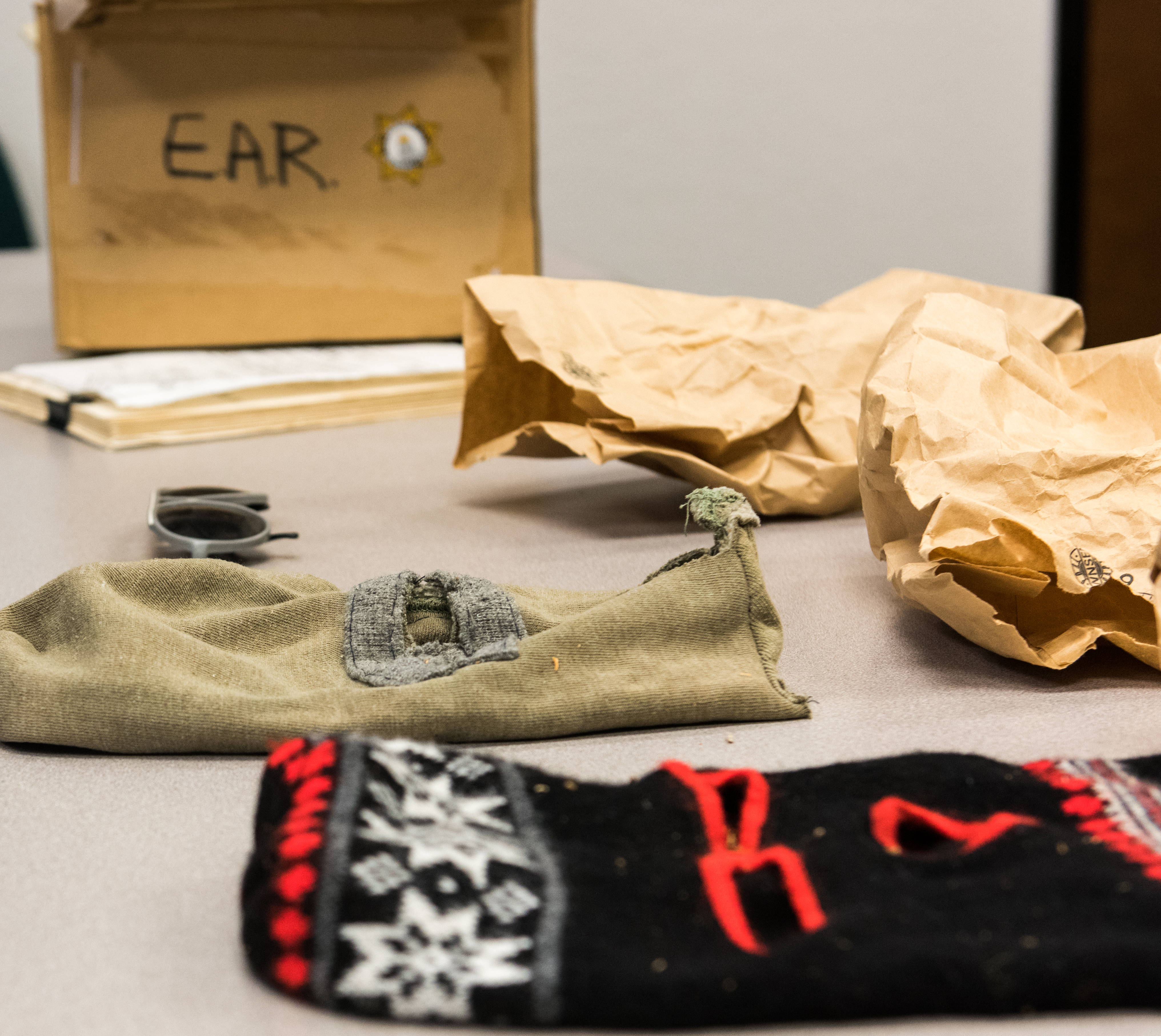
EARs skidmask.

Golden State Killer trappade upp sin terror när han som East Area Rapist våldtog kvinnor i området kring Sacramento mellan 1976 och 1978.
Han tog sig in i hem, ofta hos par. Där band han mannen och travade porslin på hans rygg, så att han skulle höra om mannen försökte ta sig fri medan han våldtog kvinnan. Han hotade dem båda till döden om detta skulle inträffa och verkar ha gillat risktagandet med ha mannen närvarande vid överfallen.
Sommaren 1978 upphörde våldtäkterna i Sacramentoområdet. Man spekulerade om gärningsmannen fängslats för något annat brott eller avlidit, men det visade sig att han flyttade till Contra Costa i södra Kalifornien.

#### Dokumenterade attacker tillskrivna EAR
| #  | Datum                    | Tid    | Stad                                             | County       | Attack |
| -- | ------------------------ | ------ | ------------------------------------------------ | ------------ | --- |
| 1  | Fredag 18 juni 1976      | 04:00  | Rancho Cordova                                   | Sacramento   | |
| 2  | Lördag 17 juli 1976      | 02:00  | Del Dayo Dr., Carmichael                         | Sacramento   | |
| 3  | Söndag 29 augusti 1976   | 03:20  | Rancho Cordova                                   | Sacramento   | |
| 4  | Lördag 4 september 1976  | 23:30  | Citrus Heights                                   | Sacramento   | |
| 5  | Tisdag 5 oktober 1976    | 06:45  | Citrus Heights                                   | Sacramento   | |
| 6  | Lördag 9 oktober 1976    | 04:30  | Rancho Cordova                                   | Sacramento   | |
| 7  | Måndag 18 oktober 1976   | 02:30  | Del Dayo Dr., Carmichael                         | Sacramento   | |
| 8  | Måndag 18 oktober 1976   | 23:00  | Rancho Cordova                                   | Sacramento   | |
| 9  | Onsdag 10 november 1976  | 19:30  | Greenback Ln., Citrus Heights                    | Sacramento   | |
| 10 | Lördag 18 december 1976  | 19:00  | Carmichael                                       | Sacramento   | |
| 11 | Tisdag 18 januari 1977   | 23:00  | Glenbrook/College Greens, Sacramento             | Sacramento   | |
| 12 | Måndag 7 februari 1977   | 06:45  | Crestview Drive and Madison Ave., Citrus Heights | Sacramento   | |
| 13 | Onsdag 16 februari 1977  | 22:30  | Ripon Court                                      | Sacramento   | |
| 14 | Tisdag 8 mars 1977       | 04:00  | Robertson and Whitney Ave., Sacramento           | Sacramento   | |
| 15 | Fredag 18 mars 1977      | 23:45  | Rancho Cordova                                   | Sacramento   | |
| 16 | Lördag 2 april 1977      | 03:20  | Madison and Main Ave., Orangevale                | Sacramento   | |
| 17 | Fredag 15 april 1977     | 02:30  | Madison and Manzanita Avenues, Crestview         | Sacramento   | |
| 18 | Tisdag 3 maj 1977        | 03:00  | Glenbrook/College Greens, Sacramento             | Sacramento   | |
| 19 | Torsdag 5 maj 1977       | 02:40  | Orangevale                                       | Sacramento   | |
| 20 | Lördag 14 maj 1977       | 03:45  | Greenback Ln. and Birdcage St., Citrus Heights   | Sacramento   | |
| 21 | Tisdag 17 maj 1977       | 01:30  | Sand Bar Circle, Del Dayo Dr., Carmichael        | Sacramento   | |
| 22 | Lördag 28 maj 1977       | 01:00  | Fourth Parkway, South Area, Sacramento           | Sacramento   | |
| 23 | Tisdag 6 september 1977  | 01:30  | Lincoln Village West                             | San Joaquin  | |
| 24 | Lördag 1 oktober 1977    | 01:30  | La Riviera and Tuolumne Dr., Rancho Cordova      | Sacramento   | |
| 25 | Fredag 21 oktober 1977   | 03:00  | Elkhorn Blvd./Diablo Dr., Foothill Farms         | Sacramento   | Tog sig in via garaget. Band mannen, och attackerade kvinnan medan deras två barn sov på övervåningen. Kvinnan 30+ hotades med kniv och pistol. Stannade på platsen i 75 minuter. |
| 26 | Lördag 29 oktober 1977   | 01:45  | Woodson Ave., Sacramento                         | Sacramento   | |
| 27 | Torsdag 10 november 1977 | 03:00  | La Riviera Dr. near Watt Ave., Sacramento        | Sacramento   | |
| 28 | Fredag 2 december 1977   | 23:30  | Brett and Revelstoke Dr. Foothill Farms          | Sacramento   | |
| 29 | Lördag 28 januari 1978   | 22:15  | Winding Way, east of Walnut Ave., Sacramento     | Sacramento   | |
| 30 | Torsdag 2 februari 1978  | 21:00  | Rancho Cordova                                   | Sacramento   | Brian Maggiore, 21 år, och Katie Maggiore, 20 år, mördades när de var ute med sin hund på kvällen. |
| 31 | Lördag 18 mars 1978      | 13:05  | Parkwoods, Stockton                              | San Joaquin  | |
| 32 | Fredag 14 april 1978     | 22:00  | Seamas and Riverside Aves., South Sacramento     | Sacramento   | |
| 33 | Måndag 5 juni 1978       | 02:30  | Northeastern Modesto                             | Stanislaus   | |
| 34 | Onsdag 7 juni 1978       | 03:55  | UC Davis, Davis                                  | Yolo         | Överföll 21-årig universitetsstudent. |
| 35 | Fredag 23 juni 1978      | 01:30  | Northeastern Modesto                             | Stanislaus   | |
| 36 | Lördag 24 juni 1978      | 03:15  | Rivendell, Davis                                 | Yolo         | Gärningsmannen överföll 32-årig hemmafru tidig lördagsmorgon. |
| 37 | Torsdag 6 juli 1978      | 02:50  | Westwood Division, Davis                         | Yolo         | |
| 38 | Lördag 7 oktober 1978    | 02:30  | Concord                                          | Contra Costa | |
| 39 | Fredag 13 oktober 1978   | 04:30  | Concord                                          | Contra Costa | |
| 40 | Lördag 28 oktober 1978   | 04:30  | San Ramon                                        | Contra Costa | |
| 41 | Lördag 4 november 1978   | 03:30  | San Jose                                         | Santa Clara  | |
| 42 | Lördag 2 december 1978   | 04:30  | San Jose                                         | Santa Clara  | |
| 43 | Lördag 9 december 1978   | 02:00  | Danville                                         | Contra Costa | |
| 44 | Måndag 18 december 1978  | 18:30. | San Ramon                                        | Contra Costa | |
| 45 | Tisdag 20 mars 1979      | 05:00  | Rancho Cordova                                   | Sacramento   | |
| 46 | Onsdag 4 april 1979      | 01:00  | Fremont                                          | Alameda      | |
| 47 | Lördag 2 juni 1979       | 23:30  | Walnut Creek                                     | Contra Costa | 17-årig barnvakt våldtagen i sitt hem i San Pedro Court. |
| 48 | Måndag 11 juni 1979      | 04:00  | Danville                                         | Contra Costa | |
| 49 | Måndag 25 juni 1979      | 04:00  | Walnut Creek                                     | Contra Costa | Frånskild pappa och storasyster sov i sina rum när våldtäktsmannen smög in och lade sig på den 13-åriga lillasystern med en kniv mot hennes strupe och sa åt henne att "uppföra sig". Hon bands och våldtogs och mannen sa att han kommer tillbaka och mördar hennes familj om hon rapporterar händelsen. Hon väntade 45 minuter för att vara säker på att han var borta och väckte sin pappa, fortfarande bakbunden. Storasystern frigjorde henne och kramade henne tills polisen anlände. |
| 50 | Torsdag 5 juli 1979      | 03:45  | Danville                                         | Contra Costa | Gärningsmannen upptäcktes när han drog på sig sin skidmask men överrumplades av att mannen skrek och gapade åt honom. Kvinnan smög förbi dem ned för trappen och ut på gården som de tidigare övat. Väl ute ropade de efter grannarna som larmade polisen, men mannen hann försvinna. |

#### Mordet på Brian och Katie Maggiore
Brian Maggiore, 21 år, och Katie Maggiore, 20 år, mördades när de var ute med sin hund på kvällen den 2 februari 1978 i Rancho Cordova, Kalifornien.

### Original Night Stalker-perioden

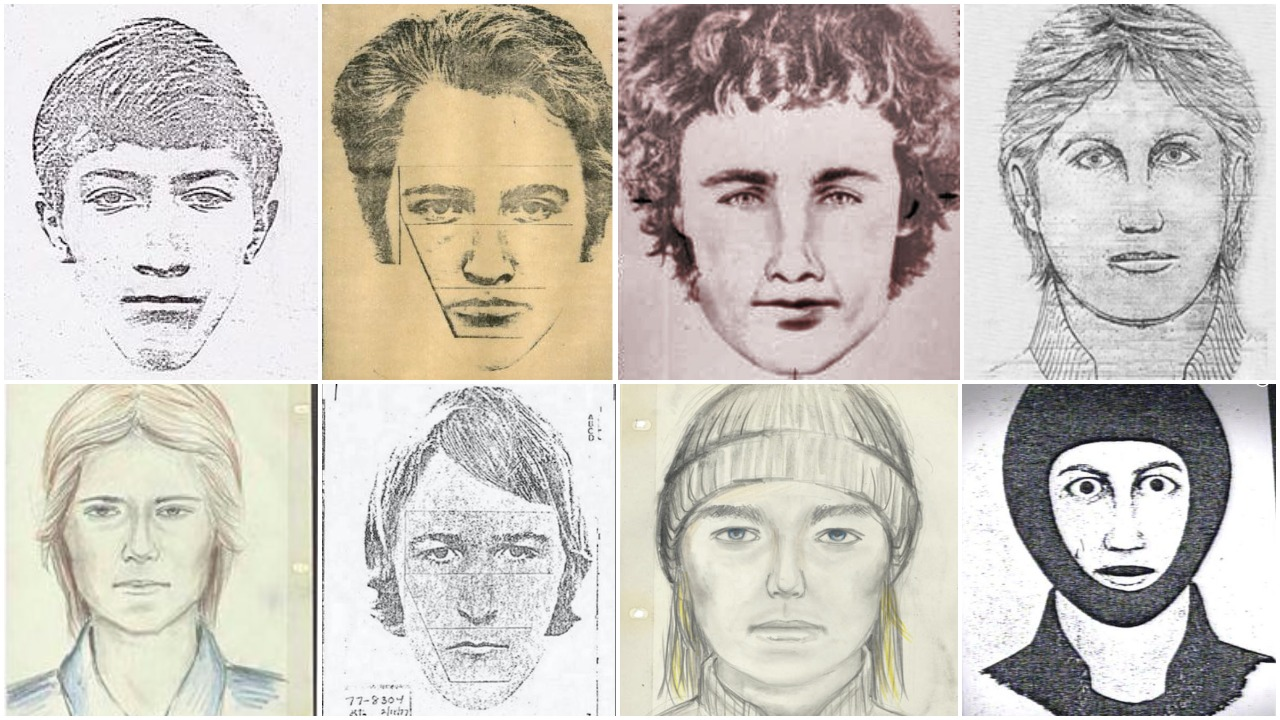
Fantombilder Original Night Stalker.

Seriemördaren Original Night Stalker härjade i södra Kalifornien mellan 1979 och 1986. I början av 2000-talet kunde man med hjälp av DNA visa att våldtäktsmannen East Area Rapist i slutet av 70-talet var identisk med seriemördaren Original Night Stalker.

#### Attacken i Goleta
Den första oktober 1979 väckte gärningsmannen ett par med sin ficklampa i Goleta, Kalifornien. Han beordrade paret med en ljus röst mellan sammanbitna tänder att lägga sig på mage. Han bad kvinnan att binda mannen hårt "eller så dödar jag dig".
Paret skulle bli det sista som klarade sig med livet i behåll.

#### Robert Offerman och Debra Manning
Robert Offerman, 44 år, ortoped, och Debra Alexandria Manning, 35 år, psykolog, mördades 30 december 1979, i sin villa i närheten av Goleta, Kalifornien.

#### Lyman och Charlene Smith
Lyman Smith, 43 år, och Charlene Smith, 33 år, mördades den 13 mars 1980 i sitt sovrum i Ventura, Kalifornien.

#### Keith och Patti Harrington
Keith Harrington, 24 år, och Patrice Patti Harrington, 27 år, från Orange County, Kalifornien mördades den 19 augusti 1980. Patrice våldtogs varpå de båda slogs ihjäl. De hittades av Keiths pappa i sitt hem när han kom över för att äta middag en torsdagskväll. Huset låg i ett gated community där det vid denna tid var mycket ovanligt med brott och alla kände alla. Paret Harrington hade träffat varandra på universitet där de båda läste medicin och mördades bara några månader efter att de gift sig.

#### Manuela Witthuhn
Manuela Witthuhn, 28 år, hittades död den 5 februari 1981 i Irvine, Kalifornien.

#### Cheri Domingo och Greg Sanchez
Greg Sanchez, 27år, och Cheri Domingo, 35 år, mördades den 27 juli 1981 i ett hus som de passade åt några vänner nära Goleta. DNA länkade Joseph James DeAngelo till detta dubbelmord enligt polisen i Santa Barbara County.

#### Janelle Lisa Cruz
Janelle, 18 år, våldtogs och mördades den 4 maj 1986 i sina föräldrars hem i Orange County, Irvine. Mördaren tog sig in kort efter att hennes pojkvän åkt hem för kvällen. Hon dog av trubbigt våld mot huvudet. Mördaren kunde länkas till morden på makarna Harrington och Manuela Witthuhn via hår, blod och sperma som sparats från dessa utredningar. Cruz tros vara Golden State Killers sista offer.